# 포르노 제작사
포르노 제작사는 성인 비디오를 제작하는사]]을 의미한다.

## 주요 포르노 제작사

### 미국의 포르노 제작사
- Kink.com
- 디지털 플레이그라운드
- 리얼리티 킹스
- 뱅 브로스
- 비비드 엔터테인먼트
- 위키드 픽처스
- 플레이보이
- 허슬러

### 일본의 포르노 제작사
- MOODYZ
- S1 NO.1 STYLE
- 아이디어 포켓
- 앨리스 JAPAN